# Cubillos
Cubillos est une municipalité espagnole de la communauté autonome de Castille-et-León et de la province de Zamora. En 2021, elle comptait 305 habitants.